# Кадия
Кадия (през турски от думата на арабски: قاضٍ [qɑːd̪iː] – ка́ади) е мюсюлмански съдия, раздаващ правосъдие въз основа на шариата.

## История
Първите кадии са назначени от халиф Умар бен ал-Хаттаб в Медина, Басра и Куфа (Южен Ирак). После започват назначения на кадии в области и големи градове, а по време на военни походи - във войските. Кадиите се назначава само от халиф.
През втората половина на VIII век е учредена длъжността върховен кадия (ка́ди аль-куда́т на арабски: قاضي القضاة), на когото от името на халифа е възложено да назначава всички кадии в халифата и да приема апелации по техните решения.
В Османската империя кадията изпълнява също нотариални и някои други административни функции на територията на съдебния район, наричан кадилък и който отговарял за каазата.

## Същност
По статут кадията стои по-високо от имама на джамията и е глава на мюсюлманите от града или областта. Тъжбите по сделки или семейни конфликти, както и за престъпления, засягащи частни права (като убийство или причиняване на телесни повреди), кадията разглежда само по искане на лицето, чието право е нарушено, а други дела – по искане на всеки, включително по собствена инициатива. Преди да вземе решение, той е длъжен да изслуша засегнатите страни.
Решението на кадията не може да бъде преразгледано. По такъв начин шариатският съд носи персонален характер и неговият авторитет пряко зависи от авторитета, справедливостта, религиозността и равнището на образованост на кадията.